# Francisco Tenamaztle
Francisco Tenamaztle oder Francisco Tenamaxtli war einer der Hauptanführer im Mixtón-Krieg (1541 bis 1542) zwischen indianischen Stämmen in Neugalicien (heute Mexiko) und der Armee der spanischen Kolonialmacht in Neuspanien.

## Leben
Tenamaztle kam aus dem Volk der Caxcán und war Sohn des Oberhauptes von Nochistlán. Nach dem Geistlichen Alonso de Molina bedeutet Tenamaztli oder Tenamatzin „Stein, auf dem der Topf über das Feuer gestellt wird“. Nach den Feldzügen von Nuño de Guzmán zur Eroberung Neu-Galiciens wurde Tenamaztle getauft und erhielt den Namen Francisco. Er gehörte zur encomienda des spanischen Kommandanten Miguel de Ibarra. Mehrere Amtsmissbräuche durch einige Encomenderos Ende 1540 provozierten eine gewalttätige Reaktion der Einwohner der Städte Huaynamota und Huazamota. Die unter dem Namen Chichimeken bekannten Ureinwohner der Region organisierten auf mehreren Versammlungen einen gemeinsamen Aufstand gegen die spanischen Konquistadoren. Im folgenden Aufstand traten die Caxcanes und die Zacateken hervor.

## Erinnerung

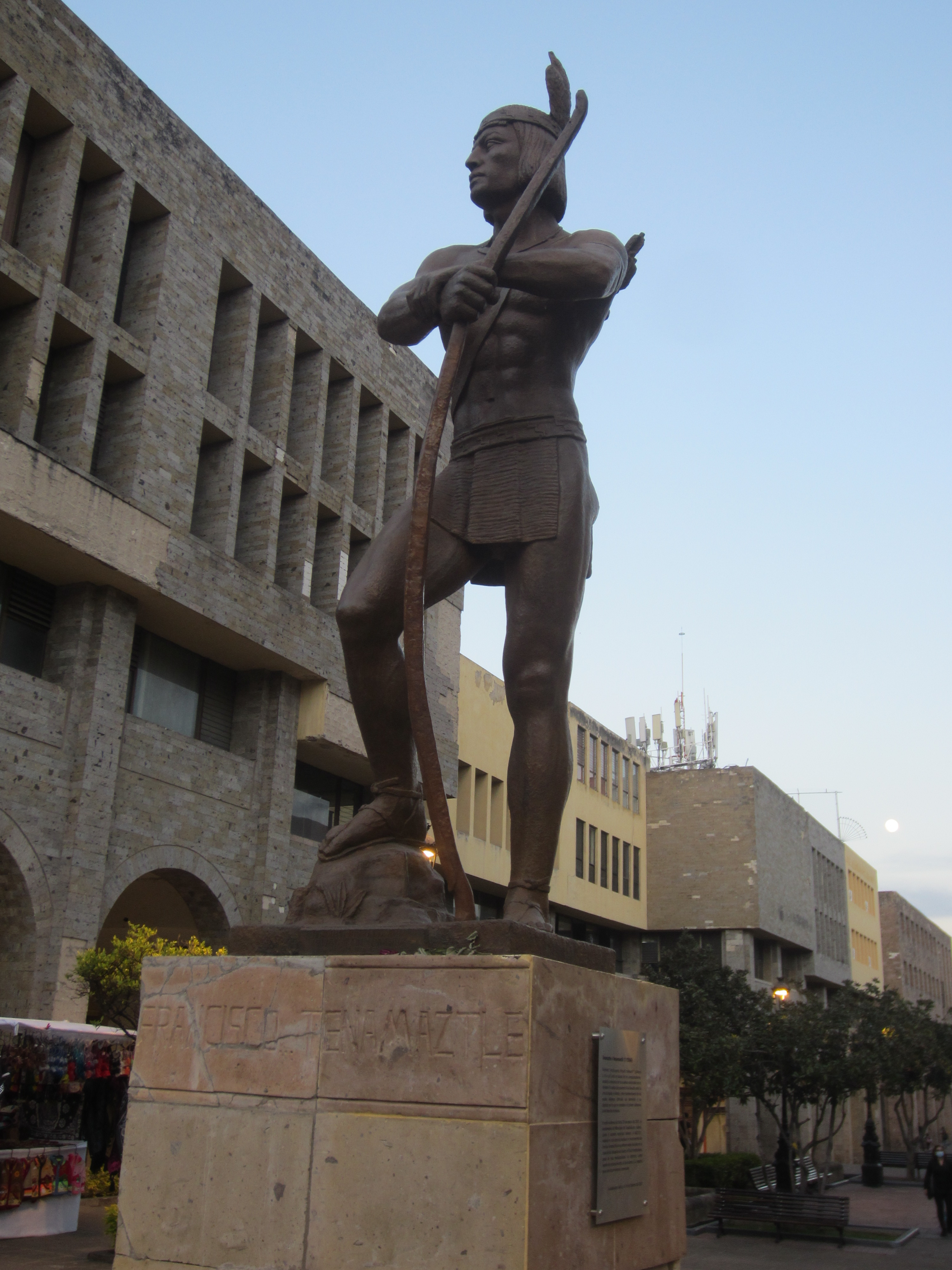
Statue Francisco Tenamaztle in Guadalajara, Mexiko

In Nochistlán und Guadalajara wurden Statuen zu Ehren Tenamaztles errichtet.